# 朱江瑋
朱江瑋（英語：Derek Chu Kong-wai，1976年12月20日—），香港民主派政治人物，前社區前進「旺角南」社區幹事、深水埗社區協會前主席、街工前執委會成員，前香港油尖旺區議會旺角南選區議員。2021年9月，朱江瑋因在新宣誓要求下被裁定宣誓未被確認，即時離任區議員一職。

## 簡歷
朱江瑋早年就讀鄧鏡波學校，其後於香港中文大學數學系及嶺南大學文化研究系碩士畢業。
2000年入職深水埗社區協會，2005年轉到街坊工友服務處工作，並成立中醫和起居照顧工會。2012年再轉到勞工教育及服務網絡工作。2017年籌組社區前進，主力服務旺角一帶。
2019年10月宣布參選2019年區議會選舉，角逐油尖旺區區議會 旺角南選區（E15），候選人號碼 2號。
2021年8月27日在其辦事處內舉辦電影《幻愛》放映會，朱江瑋、周冠威及其他出席放映會的45人涉嫌違反限聚令被票控。

## 工潮參與
- 2007年協助香港紮鐵工人大罷工，爭取薪回復金被剝削前的水平及爭取更多休息時間。[3]
- 2010年參與反高鐵及禮賓府外千人聚集。[4]
- 2011年協助蒂森克虜伯電梯公司約70名維修工人。[5]
- 2012年加入「勞工教育及服務網絡」。工作主要是教育工人、普及勞動法及倡議改善勞動法規。[6]
- 2018年曾聯同職工盟、社民連等成員，遊行至中聯辦聲援深圳佳士科技工人維權事件。朱江瑋當時以社區前進成員身份表示，大陸工人的處境和香港相似，所謂的工會是假的，所以要爭取成立「真工會」。[7]

## 社運參與
- 2011年於六四集會後曾與朱凱迪等人參與集會後遊行至北角警署，並試圖發起「坐爆48小時」行動，中途被警方截停並拘捕[8]，其後被裁定非法集結等九項罪名，朱江瑋最後被判罰款。[9]因此事，朱江瑋與陳秉鳳、洪曉嫻、葉寶琳、李世鴻、朱凱迪、王浩賢及明偉添得香港傳媒稱為「社運八子」[10]。
- 2017年9月，朱江瑋在香港獨立媒體發表題為《悼獨立之思想，自由之精神》[11]的文章，指責中大跨過學生會撕走政治橫額及海報是對「言論自由」和「思想自由」的拋棄。其後於2018年11月立法會九龍西補選期間，被大公報指為「港獨」砌辭辯解。當時朱江瑋於文中表示「反『港獨』從來都是假命題，收緊自由的空間，馴化青年人和反叛的社會精英才是真正目的。」[12]